# Police Mostowe
Police Mostowe (niem. Klein Politz)– wieś w Polsce położona w województwie wielkopolskim, w powiecie kolskim, w gminie Kościelec.
W latach 1975–1998 miejscowość administracyjnie należała do województwa konińskiego.

## Informacje ogólne
Wieś położona jest 8 km na południe od Koła, przy drodze lokalnej z Ruszkowa Pierwszego do Łęki.
Przez południowe krańce wsi przebiega Autostrada A2. Tutaj znajduje się także MOP dla jadących w kierunku Poznania.